# اچ‌ام‌اس ایمپرگنبل (۱۷۸۶)
اچ‌ام‌اس ایمپرگنبل (۱۷۸۶) (به انگلیسی: HMS Impregnable (1786)) یک کشتی بود که طول آن ۱۷۷ فوت ۶ اینچ (۵۴٫۱۰ متر) بود. این کشتی در سال ۱۷۸۶ ساخته شد.